# Norðurá (Borgarfjörður)

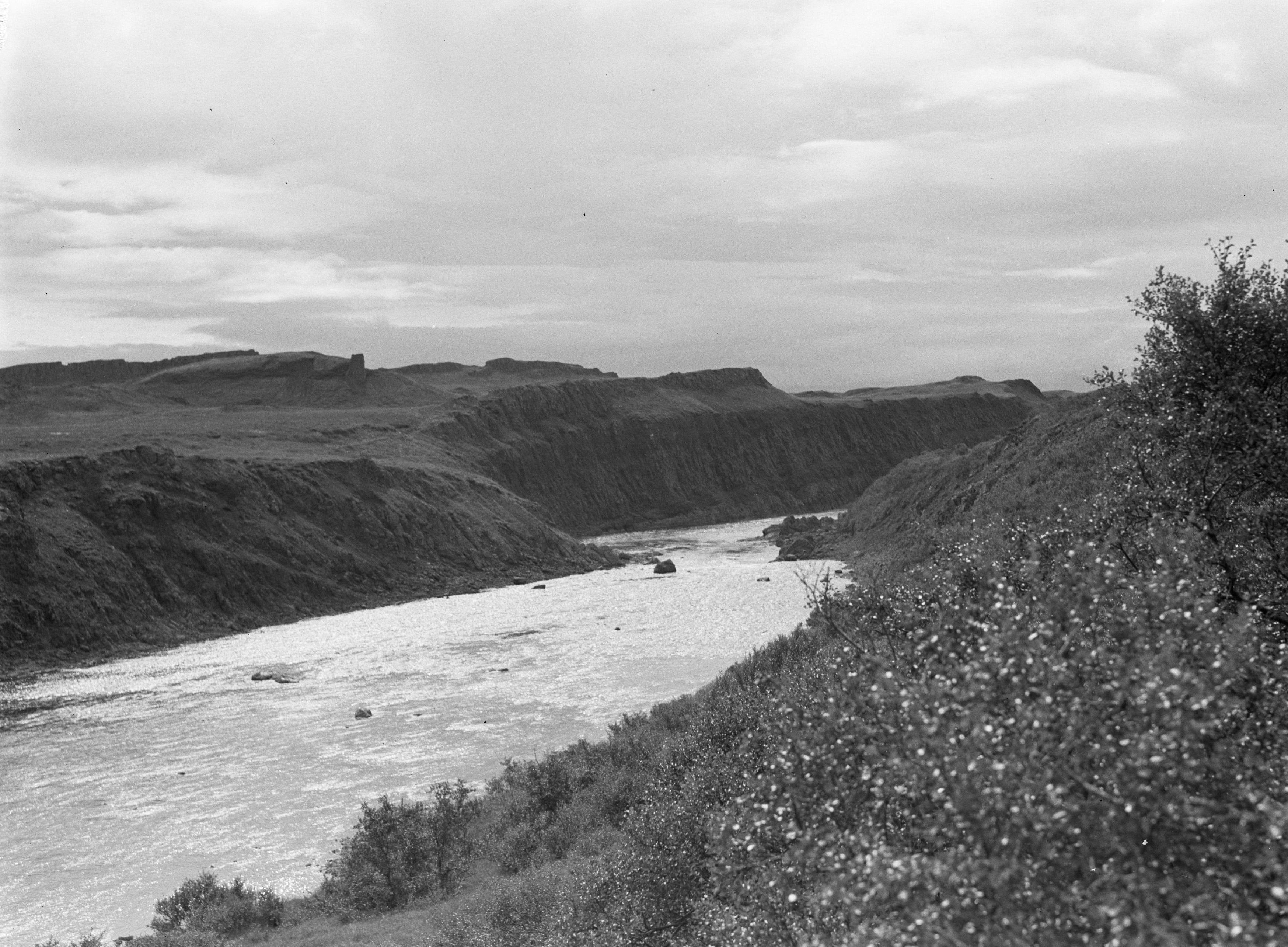
De Norðurá

De Norðurá (Noordrivier) is een rivier in het westen van IJsland. De rivier heeft zijn bron in de Holtavörðuheiði hoogvlakte. Daarna stroomt hij door nauwe dalen om uiteindelijk in de rivier Hvítá uit te monden. In de Norðurá liggen meerdere watervallen waarvan de Glanni en de Laxfoss de bekendsten zijn. De Norðurá heeft een debiet van 10 tot 40 m³/s.